# Herzog von Châtillon
Der Titel Herzog von Châtillon wurde 1643 vom König von Frankreich vergeben. Es bezog sich auf die Herrschaft Châtillon-sur-Loing, die sich im Besitz von Gaspard III. de Coligny, Comte de Coligny, Marquis d‘Andelot, Marschall von Frankreich befand; das Herzogtum wurde anfangs „Duché de Châtillon sous le nom de Coligny“ genannt.
Gaspard III. starb 1646, sein Sohn Gaspard IV. de Coligny, ebenfalls Marschall von Frankreich, wurde sein Nachfolger, der nun Herzog von Châtillon (ohne den Zusatz) war. Wenig später endete die Existenz des Herzogtums. Im November 1648 erhob der König die Grafschaft Coligny in der Bresse zum Herzogtum und zur Pairie. Gaspard IV. war seitdem bis zu seinem Tod im Jahr darauf Herzog von Coligny. Sein posthum geborener Sohn Henri-Gaspard (1649–1657) wurde ebenfalls Duc de Châtillon genannt.
1696 wurde Châtillon erneut zum Herzogtum erhoben. Neuer Titelträger war Sigismond de Montmorency. Er hatte Châtillon-sur-Loing von seiner Tante Elisabeth (1627–1695), der Witwe Gaspards IV., geerbt. Die Linie starb 1861 mit dem 4. Herzog aus.

## Herzöge von Châtillon
- Gaspard III. de Coligny (1584–1646)
- Gaspard IV. de Coligny (1620–1649)
- Henri-Gaspard de Coligny († 1657)
- Paul Sigismond de Montmorency-Luxembourg (1664–1731), 1696 Duc de Châtillon
- Charles Paul Sigismond de Montmorency-Luxembourg (1697–1785), dessen Sohn, 1731 2. Duc de Châtillon, 1736 Duc de Bouteville
- Charles Anne Sigismond de Montmorency-Luxembourg (1721–1777), dessen Sohn, Duc d’Olonne, Duc de Châtillon
- Anne Charles Sigismond de Montmorency-Luxembourg (1737–1803), dessen Sohn, 1764 4. Duc de Piney, Pair von Frankreich, 1785 3. Duc de Châtillon, Duc d’Olonne
- Anne Henri Renier Sigismond de Montmorency-Luxembourg (1772–1799), dessen Sohn, Duc de Châtillon
- Charles Emmanuel Sigismond de Montmorency-Luxembourg (1774–1861), dessen Bruder, 1803 5. Duc de Piney-Luxembourg, 4. Duc de Châtillon, Pair von Frankreich

## Ein zweites Herzogtum Châtillon
Mauléon, alias Châtillon-sur-Sèvre, wurde von Alexis de Châtillon (1690–1754) aus dem Zweig von Porcéan/Porcien erworben, der der Stadt seinen Namen gab und 1736 zum Herzog ernannt wurde. Er heiratete Anne Le Veneur de Tillières; ihr Sohn war:
- Louis-Gaucher (1737–1762), 2. Duc de Châtillon; ⚭ 1756 Adrienne-Émilie-Félicité de La Baume Le Blanc de La Vallière, Dame de Pagny, Tochter des Louis César de La Baume Le Blanc (1740–1812), Duc de La Valliére; ihre Töchter waren:
  - Amable-Émilie de Châtillon (1761–1840); ⚭ 1777 Marie François Emmanuel de Crussol (1756–1843), 1802 Herzog von Uzès, ihr Cousin ersten Grades
  - Louise Emmanuelle de Châtillon (1763–1814); ⚭ 1781 Charles Bretagne Marie Joseph de La Trémoille (1764–1839), Duc de La Trémoille, Duc de Thouars, Prince de Tarente

Der Herzogstitel erlosch 1762 mit dem Tod Louis-Gauchers.